# M108 SPH

M108 SPH – 105-milimetrowa amerykańska haubica samobieżna, zbudowana we wczesnych latach 60. XX wieku.
M108 napędzany był 8-cylindrowym silnikiem 8V-71T o mocy 405 KM, produkowanym w zakładach Cadillaca. W M108 wykorzystano wieżyczkę i nadwozie z haubicy samobieżnej M109, a także elementy z transportera opancerzonego M113. Haubice M108 brały udział w wojnie w Wietnamie, a krótko po jej zakończeniu zostały całkowicie wyparte przez M109, które charakteryzował większy kaliber działa (155 mm).
M108 były też wykorzystywane w niektórych krajach NATO.